# Tiosulfato de sodio (uso médico)
 El tiosulfato de sodio se usa como un medicamento para tratar la intoxicación por cianuro, la pitiriasis versicolor y para reducir los efectos secundarios del cisplatino.  Para la intoxicación por cianuro, a menudo se usa después de la administración de nitrito de sodio y generalmente solo se recomienda para casos graves.  Se administra por inyección en una vena o se aplica en la piel.
Los efectos secundarios pueden incluir vómitos, dolor en las articulaciones, cambios de humor, psicosis y zumbidos en los oídos.  La seguridad, sin embargo, no ha sido bien estudiada.  No está claro si el uso durante el embarazo es seguro para el bebé.  No se recomienda el uso al mismo tiempo en la misma línea intravenosa que la hidroxicobalamina.  En la intoxicación por cianuro, el nitrito de sodio crea una metahemoglobinemia que elimina el cianuro de las mitocondrias.  El tiosulfato de sodio luego se une con el cianuro creando el tiocianato no tóxico. 
El tiosulfato de sodio entró en uso médico para la intoxicación por cianuro en la década de 1930.  Está en la Lista de medicamentos esenciales de la Organización Mundial de la Salud, los medicamentos más efectivos y seguros que se necesitan en un sistema de salud.  El costo en Estados Unidos por dosis para el año 2013 es de aproximadamente US$20, mientras que junto con el nitrito de sodio cuesta US$110.

## Usos médicos
El uso principal del tiosulfato de sodio es en la intoxicación por cianuro y en la pitiriasis versicolor. 

### Envenenamiento por cianuro
En la intoxicación por cianuro, existe la preocupación de que el tiosulfato de sodio no tenga un inicio de acción lo suficientemente rápido como para ser muy útil sin el uso adicional de otros agentes.
En aquellos que tienen tanto envenenamiento por cianuro como envenenamiento por monóxido de carbono, se recomienda el uso de solo tiosulfato de sodio.

### Otros
También hay una pequeña cantidad de evidencia que apoya su uso en la calcifilaxis, donde los vasos sanguíneos se calcifican.